# Побочіївка
Побочії́вка — село в Україні, у Прилуцькому районі Чернігівської області. Розташоване на р. Лисогорі, за 2 км від центру громади і за 23 км від залізничної станції Блотниці. Населення становить 328 осіб. Входить до складу Срібнянської селищної громади.

## Історія
Вперше згадується 1666. Входила до Срібнянської сотні Прилуцького полку, до Глинського пов. (1782-96), до Прилуцького пов. (1797—1923), до Срібнянського р-ну Прилуцького округу (1923—1930).
1666 — 14госп. селян, які орали на 2-х волах (козаки не показані).
У 1797- 1861 pp. козаки й казенні селяни підпорядковані Іванківському Волосному правлінню. 1859 — 95 дворів, 580 ж.
Найбільше старі знаходження на мапах 1869 рік
У 1861-66 селяни Побочіївки підпорядковані Срібнянському Волосному правлінню тимчасовозобов'язаних селян, а козаки й казенні селяни — Іванківському Волосному правлінню відомства Палати державного майна. Після реорганізаці ї волостей Побочіївка 1867 увійшла до нової Срібнянської вол. 2-го стану. 1886 в П. наліч. З двори селян казенних, 67 дворів селян власників, 40 дворів козаків, 2 двори міщан та ін., 115 хат, 672 ж., приписаних до парафії Покровської церкви с. Грицівки (тепер Гриціївка).; земське початкове однокласне училище (1873), шинок, кузня, 3 вітряки.
1910-151 госп., з них козаків-50, селян-96, євреїв — 1, ін. непривілейованих — 2, привілейованих — 2, наліч. 944 ж., у тому числі 15
теслярів, 3 кравці, 3 шевці, 5 столярів, З ковалі, 52 ткачі, 1 візник, 30 поденників, 12 займалися інтелігентними та 121 — ін. неземлеробськими заняттями, все ін. доросле нас. займалося землеробством. 502 дес. придатної землі. Діяло земське початкове однокласне училище, у якому навчалося 41 хлопч. і 20 дівчат (1912).
Станом на 1911 рік - селище Побачівка Срібнянської волості Прилуцького повіту Полтавської губернії, населення 915 осіб.
1925 Побочіївка підпорядкована Грицівській сільраді, пізніше (1930) — центр сільради. 1925—186 дворів, 1066 ж.; 1930—205
дворів, 1044 ж., 1996—150 дворів , 347 ж.
До 2017 року орган місцевого самоврядування — Гриціївська сільська рада.